# Leni
Leni ist eine Gemeinde der Metropolitanstadt Messina in der Region Sizilien in Italien mit 677 Einwohnern (Stand 31. Dezember 2023).

## Lage und Daten

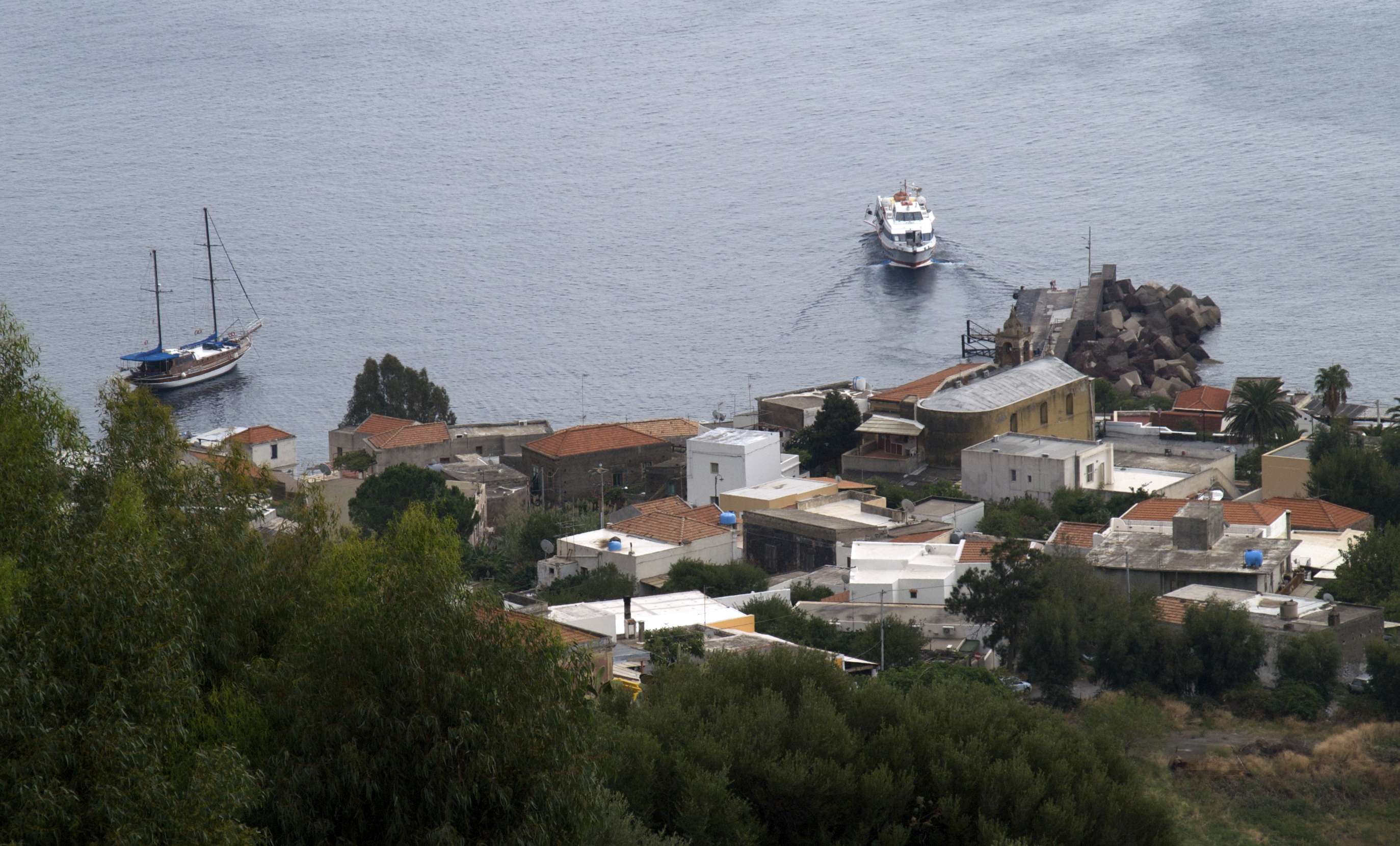
Rinella, der Hafen von Leni

Leni liegt an der Südküste der Liparischen Insel Salina. Die Einwohner arbeiten hauptsächlich in der Landwirtschaft und im Sommer im Tourismus. Weitere Arbeitsplätze gibt es in der Fischerei.
Salina erreicht man mit Fähren und Tragflügelbooten von Messina oder Milazzo zum Hafen nach Santa Marina Salina. In der Sommerzeit gibt es Verbindungen auch nach Cefalù, Neapel und Vibo Valentia.
Die Nachbargemeinden Lenis auf der Insel Salina sind Malfa und Santa Marina Salina.

## Geschichte
Die Insel Salina und somit der Ort Leni waren schon in vorgeschichtlicher Zeit besiedelt.

## Sehenswürdigkeiten
Nördlich des Ortes Leni liegt die Wallfahrtskirche Madonna del Terzito. Sie ist das älteste Marienheiligtum der Liparischen Inseln. Die Kirche wurde ab 1622 auf den Fundamenten eines antiken, römischen Tempels erbaut und ab 1901 gründlich saniert. An den Festtagen der Madonna finden feierliche Prozessionen statt.